# Idiocera recurvinervis
Idiocera recurvinervis är en tvåvingeart som först beskrevs av Ernst Evald Bergroth 1913.  Idiocera recurvinervis ingår i släktet Idiocera och familjen småharkrankar.
Artens utbredningsområde är Kazakstan. Inga underarter finns listade i Catalogue of Life.